# Famille de Mun
La famille de Mun est une famille subsistante de la noblesse française.

## Histoire
La famille de Mun est d'ancienne extraction 1425, honneurs de la cour[réf. nécessaire].
Marquis par lettres patentes de Henri III en date de 1588 (de ce fait et depuis l'extinction de la Maison des marquis de Nesle, le marquis de Mun est le premier marquis de France). À ne pas confondre avec le titre de marquis-pair héréditaire conféré à Jean-Antoine-Adrien de Mun (1773-1843) le 31 août 1817, confirmé par lettres du 9 décembre 1817. Il était déjà 12e marquis de Mun, et devient ainsi 1er marquis-pair de Mun.
La famille adhère à l'ANF en 1961.

## Personnalités
- Alexandre-François de Mun (1732-1816), marquis de Sarlabous, comte d'Arblade, maréchal de camp (1784), grand croix de Saint-Louis (1814), lieutenant-général des armées du Roy (1814), repose au cimetière du Père Lachaise (division 10)[4], à Paris.
- Claude-Adrien de Mun (1773-1843), (fils du précédent), marquis de Mun (1817), Chambellan de l'empereur Napoléon, chevalier de Saint-Louis (1814), chevalier de la Légion d'Honneur, conseiller général de Seine-et-Marne, pair de France (17 août 1815).
- Albert de Mun (1841-1914), (petit-fils du précédent), conseiller général de Seine-et-Marne, député du Morbihan (1876-1878 et 1881-1893) puis du Finistère (1894-1914), initiateur du catholicisme social et théoricien du corporatisme chrétien, académicien (1897).
- Bertrand de Mun (1870-1963), (fils du précédent), homme d'affaires, capitaine d'état-major, secrétaire général (1904) puis président (1911) du syndicat du commerce des vins de Champagne, directeur de la maison de champagne Clicquot-Ponsardin (1907-1951), conseiller municipal de Reims, député de la Marne (1914-19 et 1924-28), Croix de guerre 14-18, membre de la Chambre de commerce de Reims (1929-1940), président de l'association viticole champenoise, président du comité international des vins, spiritueux et liqueurs, commandeur de la Légion d'honneur, député de la Marne (1914-1919 et 1924-1928).
- Fernand de Mun (1880-1973), homme politique, maire de Pornic (1943-1971)[réf. nécessaire].

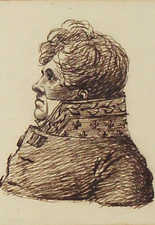
Claude-Adrien de Mun (1773-1843)
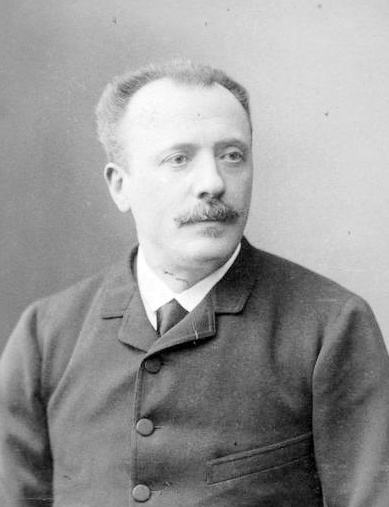
Albert de Mun (1841-1914)
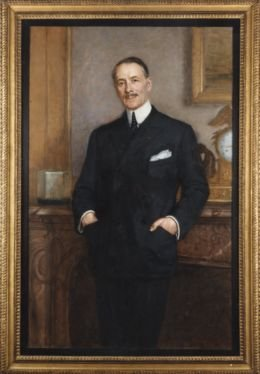
Bertrand de Mun (1870-1963)

## Filiation
- Alexandre-François de Mun 1er marquis de Mun
  - Claude-Adrien de Mun (1773-1843) 2e marquis de Mun
    - Adrien de Mun (1817-1898) 3e marquis de Mun
      - Robert de Mun
        - Adrien de Mun
        - Marie-Eugénie de Mun
        - Alexandrine de Mun

      - Albert de Mun (1841-1914) 4e marquis de Mun
        - Antonin de Mun
        - Bertrand de Mun (1870-1963), 5e marquis de Mun
        - Henri de Mun (1875-1970)
        - Marguerite-Marie de Mun (1877-1970)
        - Fernand de Mun (1880-1973)

    - Antonine-Flore de Mun
    - Alix-Adrienne de Mun

  - Claire-Julie de Mun

## Possessions

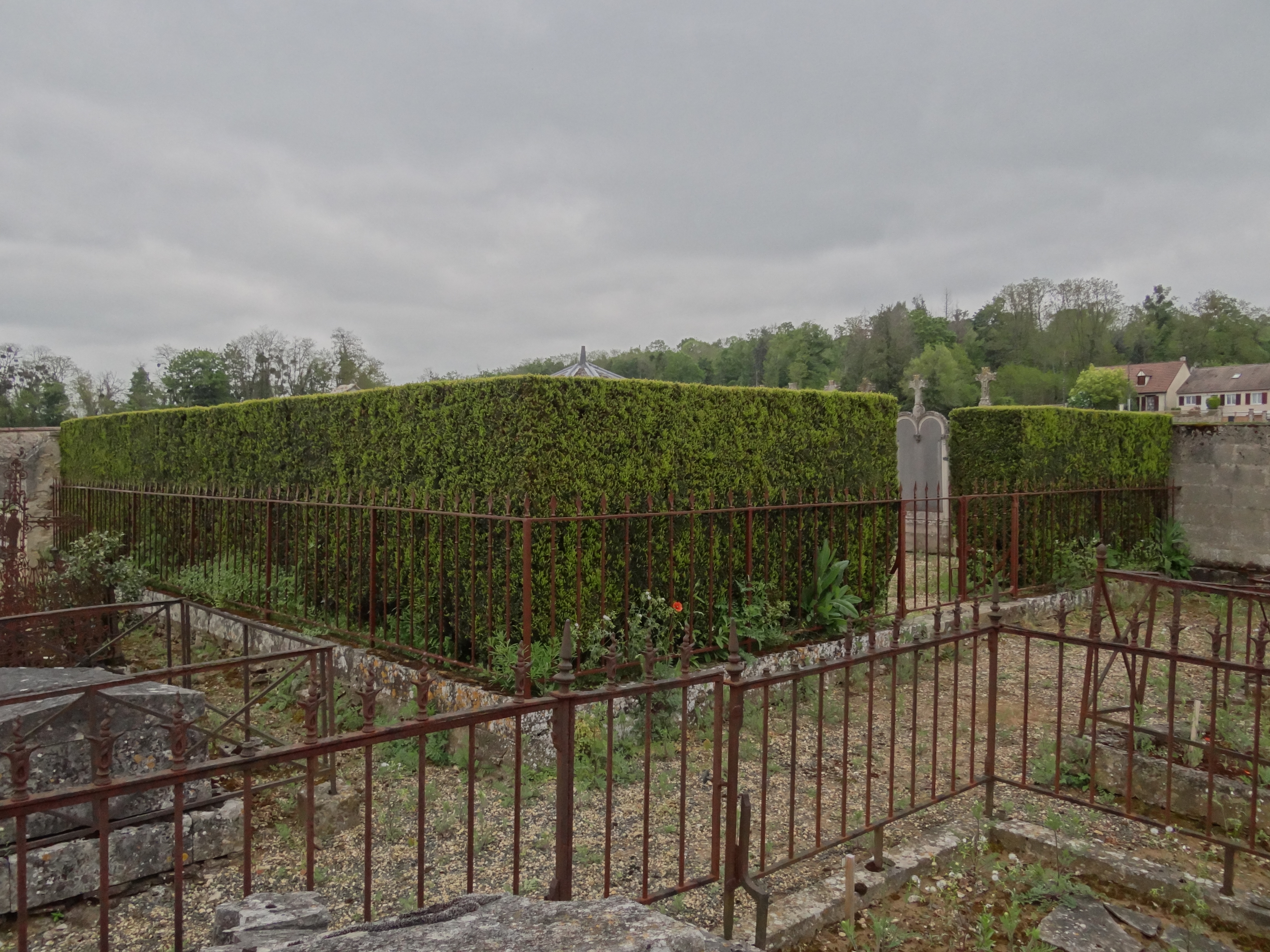
Vue de l'enclos funéraire familial au cimetière de Lumigny à Lumigny-Nesles-Ormeaux (Seine-et-Marne).

Mun, Sarlabous, d'Arblade, Lumigny 

## Alliances
Les principales alliances de la famille de Mun sont : d'Andlau (1867), de Bourqueney (1907), de Vogüé (1926, 1929).

## Postérité
Une rue de Pornic a été nommée en l'honneur de Fernand de Mun.